# Футбольний матч Рома — Динамо (2004)
«Рома» — «Динамо» — футбольний матч 1 туру групового етапу Ліги чемпіонів 2004—2005, який відбувся 15 вересня 2004 року на Стадіо Олімпіко у Римі. Було перервано після першого тайму через травму арбітра Андерса Фріска, якої йому завдали римські вболівальники (рахунок був 1:0 на користь «Динамо», відзначився Гавранчич). «Ромі» зараховано технічну поразку 0:3. Перший і один із двох недограних матчів Ліги чемпіонів, єдиний перерваний після першого тайму матч в історії Ліги чемпіонів й один із двох таких в історії єврокубків, єдиний перерваний через травму арбітра матч в історії єврокубків, один із найбільш скандальних матчів.

## Огляд
Перший гол у матчі на 29-ій хвилині зі штрафного забив «динамівець» Горан Гавранчич. 
На останніх секундах першого тайму за рахунку 1:0 на користь киян італійці залишилися вдесятьох: французький легіонер Філіпп Мексес навмисне вдарив по нозі Маріса Верпаковскіса, і Фріск показав червону картку французові. Розлючені вболівальники «Роми» почали жбурляти підручні предмети на поле: пляшки, монети, петарди й навіть мобільні телефони. І щойно Андерс Фріск дав свисток на перерву (кияни вели 1:0) та попрямував до роздягальні, хтось зі вболівальників «Роми» потрапив у арбітра монетою або запальничкою та розбив у кров голову Фріску. Через 40 хвилин Фріск, якого вдалося привести до тями, оголосив про припинення матчу. «Ромі» в результаті зарахували технічну поразку 0:3 і зобов'язали провести два домашні матчі без глядачів. Після матчу Тотті звинуватив арбітра зустрічі в упередженості до гравців «джалороссі».

## Протокол першого тайму
| 15 вересня 2004 20:45 |

| Рома | 0–1      | «Динамо» (Київ)     |
| ---- | -------- | ------------------- |
|      | Протокол | Горан Гавранчич 29' |

| Стадіо Олімпіко, Рим Глядачів: 38 006 Арбітр: Андерс Фріск (Швеція) |

| «Рома» | «Динамо» |

| В           | 22 | Іван Пеліццолі    |       |
| ЗХ          | 2  | Крістіан Пануччі  |       |
| ЗХ          | 5  | Філіпп Мексес     | 45+3' |
| ЗХ          | 8  | Маттео Феррарі    |       |
| ЗХ          | 25 | Леандро Куфре     |       |
| ПЗ          | 30 | Мансіні           |       |
| ПЗ          | 15 | Олів'є Дакур      |       |
| ПЗ          | 4  | Данієле Де Россі  |       |
| ПЗ          | 23 | Альберто Аквілані |       |
| НП          | 9  | Вінченцо Монтелла |       |
| НП          | 10 | Франческо Тотті   | 45'   |
| Запасні:    |    |                   |       |
| В           | 12 | Карло Дзотті      |       |
| ЗХ          | 19 | Джузеппе Скурто   |       |
| ЗХ          | 27 | Андреа Бріотті    |       |
| ПЗ          | 20 | Сімоне Перротта   |       |
| ПЗ          | 32 | Венсан Кандела    |       |
| НП          | 11 | Даніеле Корвіа    |       |
| НП          | 24 | Марко Дельвеккіо  |       |
| Тренер:     |    |                   |       |
| Руді Феллер |    |                   |       |

| В          | 1  | Олександр Шовковський |     |
| ЗХ         | 30 | Бадр Ель-Каддурі      |     |
| ЗХ         | 32 | Горан Гавранчич       | 29' |
| ЗХ         | 13 | Горан Саблич          |     |
| ПЗ         | 20 | Олег Гусєв            |     |
| ПЗ         | 37 | Аїла Юссуф            |     |
| ПЗ         | 17 | Тіберіу Гіоане        |     |
| ПЗ         | 7  | Єрко Леко             |     |
| ПЗ         | 15 | Діого Рінкон          |     |
| НП         | 9  | Клебер                |     |
| НП         | 23 | Маріс Верпаковскіс    | 31' |
| Запасні:   |    |                       |     |
| В          | 21 | Віталій Рева          |     |
| ЗХ         | 26 | Андрій Несмачний      |     |
| ПЗ         | 10 | Флорін Чернат         |     |
| ПЗ         | 14 | Андрій Гусін          |     |
| ПЗ         | 11 | Георгі Пеєв           |     |
| НП         | 27 | Роберто Нанні         |     |
| НП         | 16 | Максим Шацьких        |     |
| Тренер:    |    |                       |     |
| Йожеф Сабо |    |                       |     |

| АРБІТРИ - Асистенти: - Кеннет Петерссон (Швеція) - Петер Екстрем (Швеція) - Резервний: Юнас Ерікссон (Швеція). - Директор УЄФА: М. Санду (Румунія) | ПРАВИЛА МАТЧУ - 90 хвилин основного часу. - Сім гравців на заміні. - Максимум 3 заміни у матчі. |